# NGC 2108
NGC 2108 هي مجرة تتبع كوكبة أبو سيف. اكتشفها جون هيرشل في 1835.

## روابط خارجية
- NGC 2108 على موقع ويكي سكاي: DSS2, SDSS, GALEX, IRAS, Hydrogen α, X-Ray, Astrophoto, Sky Map, Articles and images